# Germán Villa
Germán Villa Castañeda (født 2. april 1973 i Mexico City, Mexico) er en tidligere mexicansk fodboldspiller (central midtbane).
Villa spillede, afbrudt af lejeophold hos henholdsvis Necaxa og spanske RCD Espanyol i hele 18 sæsoner hos storklubben América i hjembyen Mexico City. I denne periode spillede han over 400 ligakampe for klubben, og var med til at vinde det mexicanske mesterskab to gange, i henholdsvis 2002 og 2005.
Villa spillede desuden 66 kampe for Mexicos landshold. Han repræsenterede sit land ved både VM i 1998 i Frankrig og VM i 2002 i Sydkorea/Japan. Han var også med til at vinde guld ved de nordamerikanske mesterskaber CONCACAF Gold Cup i både 1996 og 1998, samt ved Confederations Cup 1999 på hjemmebane.

## Titler
Liga MX
- 2002 og 2005 med Club América

CONCACAF Gold Cup
- 1996 og 1998 med Mexico

Confederations Cup
- 1999 med Mexico